# One-Way Mirror
One-Way Mirror est un groupe de metal alternatif français, originaire d'Angers. Formé en 2005, le groupe chante en langue anglaise. One-way mirror est un terme anglais définissant un miroir semi-réfléchissant laissant passer la lumière de l'arrière vers l'avant mais pas dans l'autre sens (miroir sans tain). Les visuels des différents albums de One-Way Mirror sont réalisés par Alain Tréhard.

## Biographie
Le groupe est formé en 2005. Après deux semaines passées ensemble à composer, sont écrits les 11 titres qui constituent leur premier album. Les morceaux sont enregistrés au Dug Out Studio de Daniel Bergstrand (In Flames, Dimmu Borgir, Behemoth...) en Suède et finalisés en octobre 2007 au Danemark par Tue Madsen à l'Antfarm Studio. L'album éponyme est publié au label Metal Blade Records, auquel le groupe signe en mai 2008, avec diffusion mondiale les 27 et 30 juin 2008 en Europe et le 22 juillet aux États-Unis. Il contient notamment une reprise du morceau Relax de Frankie Goes to Hollywood. Fin 2008, One-Way Mirror participe au Metal Ride Fest et fait une tournée Européenne avec le groupe Soilwork. En 2009, le groupe est présent aux festivals Basinfire en République tchèque et Summer Breeze en Allemagne.
En 2011, le groupe se lance dans leur second album Destructive by Nature. Il est enregistré dans leur propre studio, Dome Studio/Dogs in the House. L'album est publié le 16 avril 2012 au label Trepan Records,. En 2012, le groupe participe à plusieurs concerts en première partie, notamment avec Gojira et Loudblast. Le groupe sort en 2013 une reprise du morceau Down the road de C2C hors album (enregistrement effectué au Dome Studio). En 2013, le groupe reprend le travail d'écriture pour 15 nouveaux titres enregistrés dans leur propre studio. L'album intitulé Capture est publié à l'international le 27 janvier 2015 par Pavement Entertainment. Cet album contient une reprise de la chanson Lady Marmalade de Patti LaBelle,. En octobre 2015, ils sont annoncés en tournée européenne avec Ektomorf, mais le groupe refusera et annoncera une tournée avec Nightrage pour 2016.

## Membres

### Membres actuels
- David Potvin - guitare (Lyzanxia, Phaze I)
- Franck Potvin - guitare (Lyzanxia, Phaze I)
- Clément Rouxel - batterie (T.A.N.K[6])
- Vincent Perdicaro - basse (Lyzanxia et ex-General Lee]

### Anciens membres
- Dirk Verbeuren - batterie
- Loic Colin - basse (Scarve, ex-Watcha)
- Guillaume Bideau (†) (1978-2022) - chant (Mnemic et ex-Scarve)

## Vidéographie

### Clips
- 2008 : Destination Device, tiré de l'album One-Way Mirror
- 2009 : Empty Spaces, tiré de l'album One-Way Mirror
- 2012 : Will It Always Be the Same, tiré de l'album Destructive by Nature
- 2012 : Yes But No, tiré de l'album Destructive by Nature
- 2013 : One-Way Mirror, tiré de l'album Destructive by Nature
- 2015 : Stinkin' of Gold, tiré de l'album Capture
- 2016 : Warnings, tiré de l'album Capture